# 薩爾瓦托雷·馬蘭扎諾
薩爾瓦托雷·馬蘭扎諾（義大利語：Salvatore Maranzano，義大利語發音：[salvatore marandzano]，1886年7月31日—1931年9月10日），綽號小凱撒（Little Caesar），是一名來自西西里島戈尔福海堡市鎮的意大利裔美國黑幫份子，以及一名早期的西西里黑手黨老大，他領導了後來成為在紐約市的博納諾犯罪家族。他在1930年發動了卡斯泰拉馬雷戰爭，以奪取美國黑手黨活動的控制權，在1931年4月敵對派別的首領喬·馬塞里亞被殺死後贏得了戰爭。隨後，他短暫成為黑手黨的「教父」（ 意大利語：capo di tutti capi，字面解作所有老大的老大），並在紐約市組織了五大家族，但在查理·盧西安諾的命令下於1931年9月10日被謀殺，盧西安諾建立了一個權力分享的協議來防止未來的地盤爭奪戰，就是黑手黨委員會。

## 早年生活
薩爾瓦托雷·馬蘭扎諾的父母是Domenico Maranzano和Antonina Piscotta，他是12個孩子中最年輕的一個。他的五個兄弟姐妹活到了成年：Mariano、Angelo、Nicolo、Giuseppe和Angela。作為一名年輕人，馬蘭扎諾想成為一名神父，甚至學習成為一名神父，但後來變成與他家鄉的黑手黨有聯繫。馬蘭扎諾擁有威嚴的風采，並受到他的黑社會同行的極大尊重。他對尤利烏斯·凱撒和羅馬帝國非常著迷，並喜歡與受過低等教育的美國黑手黨這一類人士談論這些話題。正因為如此，他被黑社會同輩給予綽號為「小凱撒」（Little Caesar）。

## 早年的事業生涯
馬蘭扎諾在1920年代從西西里島移居至美國，定居布魯克林。西西里黑手黨老大維托·費羅決定爭奪黑手黨在美國的業務控制權。馬蘭扎諾從他在戈爾福海堡的基地被派去奪取控制權。在建立合法生意而成為地產代理的同時，他也維持著越來越多的走私非法私酒業務，使用房地產公司作為其非法業務的幌子。不久後，他參與了賣淫和非法走私麻醉品，他還喜歡上了年輕的約瑟夫·博納諾，並成為博納諾的導師。

## 卡斯泰拉馬雷戰爭
為了保護和維持馬蘭扎諾逐步建立的犯罪帝國，他於1930年向對手喬·馬塞里亞（教父，意思是所有老大的老大）宣戰，開始了卡斯泰拉馬雷戰爭。1931年初，查理·盧西安諾決定要消滅他的老大馬塞里亞。在與馬蘭扎諾的秘密交易中，盧西安諾同意策劃殺死馬塞里亞，以換取接受馬塞里亞的詐騙勾當並成為馬蘭扎諾的第二把手。4月15日，盧西安諾邀請馬塞里亞和另外兩名同伴在康尼島的一間餐廳吃午飯。吃完飯後，這些黑幫份子決定打牌。據黑幫傳說，這時盧西安諾去了洗手間。四名槍手：維多·吉諾維斯、艾伯特·阿納斯塔塞、喬·阿多尼斯和巴格西·西格爾，隨後走進餐廳，開槍打死了馬塞里亞。在馬蘭扎諾的祝福下，盧西安諾接管了馬塞里亞的幫派，成為馬蘭扎諾的副手。

## 教父（所有老大的老大）
隨著馬塞里亞的死亡，馬蘭扎諾將紐約市的意大利裔美國幫派重組為五大家族，由查理·「幸運」·盧西安諾、湯米·加利亞諾、喬·普羅法斯、文森特·曼加諾和他本人領導。每個家族都有一個老大、小老闆、角頭、士兵和合伙人，只由純種的意大利裔美國人組成，而合伙人可以來自任何背景。然而，馬蘭扎諾在紐約州的瓦賓格瀑布召開了一次犯罪頭目的會議，並宣布自己為「教父」（老大們的老大）。馬蘭扎諾還削減了敵對家族的勾當，以支持自己的犯罪家族。盧西安諾似乎接受了這些變化，但他只是在等待時機，然後剷除馬蘭扎諾。雖然馬蘭扎諾比馬塞里亞稍有遠見，但盧西安諾已經開始相信，馬蘭扎諾比馬塞里亞更加貪婪和古板。
馬蘭扎諾的詭計、他對下屬的傲慢態度，以及他喜歡將他的組織與羅馬帝國相提並論（他鑒於凱撒的一系列軍事指揮而試圖對組織進行模仿），這讓盧西安諾和他雄心勃勃的朋友，如維多·吉諾維斯、法蘭克·卡斯特羅和其他人感到不高興。儘管他主張採用現代的組織方式，包括全體士兵在受到角頭監督的情況下進行家族的大部分非法工作，但本質上馬蘭扎諾就是一個「小鬍子皮特」——一個老派的黑手黨成員，過於沉浸在舊世界方式中。他反對盧西安諾與邁爾·蘭斯基和巴格西·西格爾等猶太黑幫的合作關係。事實上，盧西安諾和他的同行在擺脫馬蘭扎諾前，一直打算等待他們的時機。

## 逝世
1931年9月，馬蘭扎諾意識到盧西安諾是一個威脅，並雇用愛爾蘭黑幫瘋狗科爾殺掉盧西安諾。然而，湯米·盧凱塞提醒盧西安諾，他已被標記要他死了。9月10日，馬蘭扎諾命令盧西安諾和吉諾維斯來到他位於曼克頓公園大道230號（230 Park Avenue）的紐約中央大廈（現在的漢姆斯利大廈）裡的辦公室。由於確信馬蘭扎諾計劃謀殺他們，盧西安諾決定先採取行動。盧西安諾派出四名猶太黑幫份子前往馬蘭扎諾的辦公室，而馬蘭扎諾的人不知道他們的長相。他們是在蘭斯基和西格爾的幫助下獲得保障。他們偽裝成政府探員，其中兩名黑幫解除了馬蘭扎諾的保鏢。另外兩名黑幫在盧凱塞的幫助下，刺傷馬蘭扎諾多次，然後開槍射殺他。這場刺殺後來被傳說化為「西西里晚禱之夜」（Night of the Sicilian Vespers）。
盡管幾乎沒有人反對盧西安諾宣布自己為「教父」，但他還是廢除了這個頭銜，因為他認為這個地位會在各個家族之間製造麻煩，並會使自己成為另一個野心勃勃的挑戰者的目標。盧西安諾隨後創建了黑手黨委員會，當成有組織犯罪的管理機構。
馬蘭扎諾被埋葬在紐約皇后區的聖約翰公墓，靠近盧西安諾的墳墓。

## 照片
唯一已知的馬蘭扎諾的照片來自他死時的現場。2009年，《Informer》的作者David Critchley確認那張通常被聲稱是馬蘭扎諾的面部照片，其實是扎根於倫敦的黑幫薩瓦托·梅希納。2019年8月，《Informer》曾發布另一張據信是馬蘭扎諾的照片，但後來由於歐洲歷史學家認定這張照片是德國罪犯彼得·庫爾滕的照片，因此在9月撤回了這一發布聲明。

## 流行文化
- 馬蘭扎諾在馬里奧·普佐的小說《教父》中扮演著一個小小的虛構化角色。
- 1972年的電影《賊殺賊》中，由約瑟夫·懷斯曼（英语：Joseph Wiseman）飾演馬蘭扎諾。
- 1981年的迷你劇《The Gangster Chronicles（英语：The Gangster Chronicles）》中，由約瑟夫·瑪斯科洛（英语：Joseph Mascolo）飾演馬蘭扎諾。
- 1991年的電影《江湖好漢》中，由米高·甘邦飾演馬蘭扎諾，但被稱為Faranzano。
- 1999年的電影《Lansky（英语：Lansky (1999 film)）》中，由Ron Gilbert飾演馬蘭扎諾。
- 1999年Lifetime（英语：Lifetime (TV network)）電視網的電影《Bonanno: A Godfather's Story》中，由愛德華·詹姆斯·奧莫斯飾演馬蘭扎諾。
- 2011年的電視劇《超疑特工》的單集「Immortal Sins（英语：Immortal Sins）」中，由Cris D'Annunzio飾演馬蘭扎諾。
- 電視劇《酒私風雲》的第五季中，由Giampiero Judica飾演馬蘭扎諾。在劇中，他的暗殺被描述為由努基·湯普森所命令的，而努基的弟弟Eli是參與的槍手之一，槍擊馬蘭扎諾的頭部來解決他。

## 來源
- Critchley, David. . New York: Taylor & Francis Group. 2009. ISBN 978-0-415-99030-1.
- Maas, Peter.  1986 Pocket Books. New York: Simon and Schuster. 1968. ISBN 0-671-63173-X.
- Raab, Selwyn. . New York: Thomas Dunne Books. 2005. ISBN 978-0-312-36181-5.

## 延伸閱讀
- Davis, John H. Mafia Dynasty: The Rise and Fall of the Gambino Crime Family. New York: HarperCollins, 1993.
- Reppetto, Thomas. American Mafia: A History of Its Rise to Power. New York: Henry Holt and Company, 1994.